# Thom Sharp
Pour les articles homonymes, voir Sharp.
Thom Sharp est un acteur, réalisateur et scénariste américain originaire de Dearborn dans le Michigan.

## Filmographie

### Acteur
- 1981 : La Fièvre au corps (Body Heat) : Michael Glenn
- 1983 : The 1/2 Hour Comedy Hour (série télévisée) : Host (unknown episodes)
- 1984 : Protocol de Herbert Ross : T.V. Commentator
- 1986 : The Mouse and the Motorcycle (TV) : Frank Gridley
- 1986 : Stoogemania (en) de Chuck Workman : Bob Smmoynek
- 1986 : Le Maître de guerre (Heartbreak Ridge) : Emcee
- 1987 : Sweet Surrender (série télévisée) : Marty Gafney
- 1988 : First Impressions (en) (série télévisée) : Dave Poole (unknown episodes)
- 1990 : Filofax (Taking Care of Business) d'Arthur Hiller : Mike Steward
- 1990 : L'Exorciste en folie (Repossessed) : Braydon Aglet
- 1994 : Edith Ann: A Few Pieces of the Puzzle (TV) (voix)
- 1994 : Edith Ann: Homeless Go Home (TV) : Edith Ann's Father (voix)
- 1996 : Agent zéro zéro (Spy Hard) de Rick Friedberg : Agent Sharp
- 2002 : Teddy Bears' Picnic : James Neal Taylor

### Réalisateur
- 1988 : Golf, I Hate the Game!

### Scénariste
- 1988 : Golf, I Hate the Game!